# 오리피스 미터
오리피스 미터(orifice meter) 또는 오리피스 플레이트(orifice plates)는 관(또는 수로)의 단면적보다 작은 통과 구멍을 가진 얇은 판을 관의 중간에 설치하여, 유체가 그 판을 지날 때에 생기는 전후의 압력 차를 이용하여 유량(流量)을 재는 유량측정기(flow meter)이다.

## 벤추리 미터
벤투리 튜브(또는 벤추리 미터)는 단순한 오리피스 플레이트(orifice plates)보다 더 정밀한 값을 요구하는 설계에 따른 제작으로 인해 어려움이 따를수있고, 두 가지 모두 동일한 기본 원리로 작동한다. 그러나  주어진 차압에 대해 오리피스 플레이트는 벤추리 미터보다 훨씬 더 영구적인 에너지 손실을 유발한다. 이는 측정오차(flow meter error)에서의 보정(calibration)을 힘들게 할 수 있다.

## 같이 보기
- 피토관